# Municipio de Grant (condado de Poweshiek)
El municipio de Grant (en inglés: Grant Township) es un municipio ubicado en el condado de Poweshiek en el estado estadounidense de Iowa. En el año 2010 tenía una población de 522 habitantes y una densidad poblacional de 6,51 personas por km².

## Geografía
El municipio de Grant se encuentra ubicado en las coordenadas 41°43′30″N 92°41′57″O / 41.72500, -92.69917. Según la Oficina del Censo de los Estados Unidos, el municipio tiene una superficie total de 80.21 km², de la cual 80,12 km² corresponden a tierra firme y (0,11 %) 0,09 km² es agua.

## Demografía
Según el censo de 2010, había 522 personas residiendo en el municipio de Grant. La densidad de población era de 6,51 hab./km². De los 522 habitantes, el municipio de Grant estaba compuesto por el 96,74 % blancos, el 1,72 % eran afroamericanos, el 0,57 % eran asiáticos y el 0,96 % eran de una mezcla de razas. Del total de la población el 0,38 % eran hispanos o latinos de cualquier raza.